# Saint-Didier-sur-Doulon
Saint-Didier-sur-Doulon är en kommun i departementet Haute-Loire i regionen Auvergne-Rhône-Alpes i centrala Frankrike. Kommunen ligger i kantonen Paulhaguet som tillhör arrondissementet Brioude. År 2022 hade Saint-Didier-sur-Doulon 196 invånare.

## Befolkningsutveckling
Antalet invånare i kommunen Saint-Didier-sur-Doulon
| Referens: INSEE |